# Pont Nomentano
Le pont Nomentano (en italien : ponte Nomentano et pons Lamentanus au Moyen Âge) est un pont romain qui supporte la via Nomentana pour franchir l'Aniene au nord de Rome. Il est situé hors des limites de la ville pendant la majeure partie de son histoire, le pont est connu pour sa tour de pont médiévale, qui sert à protéger cette importante approche nord de Rome. Il est construit à la fin du IIe siècle av. J.-C.

## Histoire

Pont Nomentano sur la via Nomentana à l'époque romaine.

Dans l'Antiquité, le pont Nomentano est situé à l'extérieur du mur d'Aurélien, à une distance de 3,9 km de la porta Nomentana.
L'historien byzantin Procope de Césarée rapporte que le pont est détruit par les Ostrogoths dirigés par leur roi Totila vers 547 pendant la guerre des Goths, mais il est reconstruit par le général romain byzantin Narsès en 552. Cependant la couche de pierre datant de la fin de la période républicaine encore intacte de l'arc principal, indique que le pont n'a peut-être été que partiellement endommagé par les Ostrogoths.
La partie inférieure de la tour du pont date, selon une tradition non prouvée, de l'époque du pape Adrien Ier au VIIIe siècle. L'imposante structure en forme de château est construite lors d'une révision générale du pont par le pape Nicolas V au XVe siècle, puis des réparations mineures sont faites en 1461, 1470 et 1474.
En 1849, les troupes françaises coupent le pont de 7 m pour contrôler l'avance de Giuseppe Garibaldi sur Rome, mais il est rapidement restauré.
Au XXIe siècle, le pont est dans les limites municipales de Rome, entouré par un parc et réservé aux piétons.

## Description
La superstructure de 31,30 m de long du pont Nomentano a, pour l'essentiel, conservé son caractère médiéval, tandis que les dimensions du pont, qui mesurent 60 m de longueur au total pour 7,35 m de largeur, sont restées pratiquement inchangées depuis l'Antiquité. L'arc central de 15 m de largeur date de l'Antiquité, à la fin de la période républicaine ou du début du principat d'Auguste, comme l'indique sa forme semi-circulaire et la présence de maçonnerie en travertin. Des couches supplémentaires de travertin dans les murs de soutènement peuvent être attribuées avec certitude à la période romaine. Les deux arcs latéraux en brique sont construits au XVIIe siècle sous le règne du pape Innocent X à la place des voûtes en pierre.
Il existe d'autres exemples de ponts fortifiés qui enjambent l'Aniene comme le pont Salario et le pont Mammolo tous deux de conception romaine, ainsi que le pont di San Francesco à Subiaco pour l'époque médiévale.

## Arts
Une vue du pont est peinte par l'artiste anglais Joseph Wright of Derby dans les années 1770. Le tableau est ensuite mal repeint. Il est stocké au Derby Museum and Art Gallery jusqu'à ce qu'il soit redécouvert et restauré en 2017, comme le montre le documentaire Britain's Lost Masterpieces (en).
|                                 |
| Pont par Giuseppe Vasi en 1752. |

|                                                          |
| Peinture de Joseph Wright of Derby dans les années 1770. |

|                                             |
| Peinture de Pierre-Nicolas Brisset en 1837. |

|                                    |
| Pont en 1893 par Rodolfo Lanciani. |

|                                           |
| Pont lors de la crue de l'Aniene en 2008. |

|                               |
| Cadre paysagé autour du pont. |

|                         |
| Parc entourant le pont. |

|                     |
| Entrée piétonnière. |

|                    |
| Passage intérieur. |

|                        |
| Fortification du pont. |

|                         |
| Madonne dans une niche. |

## Annexe

#### Sources ancienne
- (la) Procope de Césarée, De Bello Gothico.

#### Sources modernes
- (it) Vittorio Galliazzo, I ponti romani. Catalogo generale, vol. 2, Trévise, Edizioni Canova, 1994 (ISBN 88-85066-66-6), p. 37-39. .
- (en) Colin O’Connor, Roman Bridges, Cambridge University Press, 1993, 235 p. (ISBN 0-521-39326-4), p. 68.